# Ethnomethodologie
Ethnomethodologie ist eine praktische Forschungsrichtung in der Soziologie, die von Harold Garfinkel in Kalifornien (USA) begründet wurde. Sie beschäftigt sich mit alltäglichen Interaktionen und untersucht soziale Tatsachen als Resultat von Interaktionsprozessen, wobei das Augenmerk auf den Methoden liegt, mit denen diese alltäglichen Interaktionen bewerkstelligt werden.
Die Bezeichnung „Ethnomethodologie“, die Garfinkel in den 1950ern aufbrachte, ist vage an die thematische Gliederung der Anthropologie angelehnt (und damit nur bedingt aus dem Griechischen abgeleitet): ethnos bezeichnet hier die Mitglieder einer Gruppe und ihr Wissen, methodologie steht für dessen systematische Anwendung in lokal-situativen Praktiken durch die Mitglieder selbst. Garfinkels 1967 erschienenes Buch Studies in Ethnomethodology, eine Sammlung aus empirischen Studien und theoretischen Überlegungen, gilt als Ursprungstext dieser Forschungsrichtung. Es gibt explizite Bezüge zum Werk des Phänomenologen Alfred Schütz sowie des Wissenssoziologen Karl Mannheim.

## Vorgehensweisen und Fokus
Beim ethnomethodologischen Arbeiten kommt es darauf an, abstrakte Theorien über die soziale Wirklichkeit zu vermeiden. Stattdessen wird untersucht, mit welchen alltagspraktischen Handlungen diese soziale Wirklichkeit hergestellt wird (siehe auch Praxeologie). Ethnomethodologische Forschung liefert präzise Beschreibungen der Methoden, die von Mitgliedern einer Gesellschaft, Gruppe oder Gemeinschaft verwendet werden, um das zu tun, was auch immer sie tun. Das können hochspezialisierte, technische Tätigkeiten sein oder Verhalten im Alltag.
Für die Ethnomethodologie sind die formalen Strukturen praktischer Handlungen von Interesse, es soll weder psychologisiert noch über Absichten spekuliert werden. Jegliche Kategorien und Schemata, die zur Analyse von Handlungen dienen, sind nur dann sinnvoll anzuwenden, wenn nachweisbar ist, dass sich die Handelnden tatsächlich selbst an diesen Kategorien und Schemata orientieren. Dieser Bezug zur praktisch erfahrbaren Wirklichkeit verweist auf die Verwandtschaft der Ethnomethodologie zur Phänomenologie.
Von der Ethnomethodologie besonders intensiv bearbeitete Forschungsfelder sind die Schwesterdisziplin Konversationsanalyse, die Arbeit und Arbeitsplatzstudien und Studien zur Wissenschafts-, Rechts- und Medizinsoziologie oder auch Computer Supported Cooperative Work (CSCW). Maynard und Clayman geben einen Überblick über die Breite ethnomethodologischer Ansätze in der sozialwissenschaftlichen Forschung. Einen weiteren Überblick bietet 1990 ein Sammelband von Jeff Coulter. Den aktuellen internationalen Stand ethnomethodologischer Forschung versammeln Ruth Ayaß und Christian Meyer in der Anthologie Sozialität in Slow Motion erstmals in deutscher Übersetzung.

## Annahmen der Ethnomethodologie nach Garfinkel
1. Die Sprache ist unpräzise, da sie von sogenannten okkasionellen („gelegentlichen“) oder indexikalen Ausdrücken durchzogen ist.
2. Diese indexikalen Ausdrücke werden von den Teilnehmern im Interaktionsverlauf ständig interpretiert.
3. Damit Interaktion flüssig verläuft, müssen die Teilnehmer auf Grundlage von Vertrauen in korrekte Interpretationsleistungen der anderen Teilnehmer handeln.
4. Die Teilnehmer an der Interaktion interpretieren die Phänomene so, dass für sie nachvollziehbar Sinn entsteht – es findet ständig eine sinnhafte Normalisierung statt.
5. Die sinnhafte Normalisierung wird interaktiv hergestellt, aktiv aufrechterhalten und mitunter sozial eingefordert (siehe Krisenexperimente).

Aus diesen methodologischen Annahmen ergab sich zum einen der methodische Ansatz des Krisenexperiments sowie zum anderen die Erkenntnis, dass Wissenschaft ihren herausgehobenen, objektiven Standpunkt nicht beibehalten kann, da sie ebenfalls auf Sprache rekurrieren muss, die wiederum von indexikalen Ausdrücken durchzogen ist. Hieraus ergibt sich das (mal schwächer, mal stärker ausgeprägte) Selbstverständnis einiger Ethnomethodologen, nicht eigentlich Wissenschaft, sondern vielmehr Handwerk zu betreiben.
Der häufig genannte Begriff der „handlungstheoretischen Orientierung“ der Ethnomethodologie ist eine Zuschreibung, die vor allem seitens Soziologien anderer Disziplinen vorgenommen wird.
Im Hinblick auf soziale Ordnung ist für die Ethnomethodologie nicht die Verbindlichkeit und Stärke von moralischen Normen entscheidend, wie dies Émile Durkheim oder Talcott Parsons angenommen hatten, sondern die innere Konstruktion (Interpretation) in Relation zu persönlich favorisierten Auslegungsvarianten von sozialen Normen in der jeweiligen Interaktion; die genaue Funktionsweise bleibt in der Ethnomethodologie ungeklärt.

## Grundbegriffe

### Ethnomethodologische Indifferenz
Indifferenz (übersetzt aus dem englischen indifference: „Gleichgültigkeit, Beiläufigkeit“) meint, dass kein Forschungsgegenstand einem anderen prinzipiell vorzuziehen ist. Vorerfahrungen des Forschenden werden unterdrückt (oder „phänomenologisch ausgeklammert“). Die Verfahren zum Beschreiben, Analysieren und Darstellen richten sich immer nach den sich lokal stellenden Anforderungen. Alles ist gleichermaßen interessant oder uninteressant: Immer geht es um die echtzeitliche Produktion von Sinn in einem intersubjektiv geteilten Zusammenhang.
Nach Maßgabe der ethnomethodologischen Indifferenz gibt es keine bevorzugten Forschungsgebiete oder Themen: „Wie ein Fest abgesagt wird“ oder „Wie jemand Jazz spielen gelernt hat“ sind genauso legitime Untersuchungsgegenstände wie „Das Fahren von 18-Tonnern auf Fernstraßen“ oder „Das praktische Durchführen von Untersuchungen der empirischen Sozialforschung“ – Forscher können lernen und darstellen, wie es gemacht wird, indem sie hingehen und „beobachten, wie es gemacht wird“. Es findet keine Modellierung nach Art einer Theorie statt.

### Krisenexperimente
Krisenexperimente werden häufig stereotypisch als die Methode der Ethnomethodologie gekennzeichnet; dabei beschränkte sich die Zeit, in der Garfinkel und Kollegen diese Experimente durchführten, vor allem auf die 1960er Jahre. Sie sind weniger Experiment als vielmehr „Hilfestellungen für eine langsame Vorstellungskraft“. Sie sollen dem Soziologen helfen, die Basisregeln des Alltags zu erkennen, indem Akteure, die vor unerwartete Situationen gestellt wurden, dazu gezwungen wurden, zu erklären, was vor sich geht. An dieser Stelle führt Garfinkel den Begriff des accounting ein („Rechenschaft ablegen, darstellen, erklären“), der in der Ethnomethodologie eine besondere Rolle spielt.
Tatsächlich hat Garfinkel den Begriff „Krisenexperiment“ nicht selbst verwendet. In den Krisen wird gezeigt, dass die Stabilität sozialer Normen in der Interaktion in beständig geleisteter Arbeit der Interaktanten besteht. Die Selbstverständlichkeit der funktionierenden Interaktion ist eine soziale Leistung der Beteiligten. Später nutzte Garfinkel sogenannte „tutorial exercises“ in der Lehre, um seinen Studenten zu demonstrieren, dass Erlebnisse durch praktische Handlungen hervorgebracht werden.

### Durkheims Aphorismus
Émile Durkheim empfahl, dass soziale Tatbestände als Dinge behandelt werden sollen. Üblicherweise wird das so verstanden, dass die Objektivität sozialer Tatsachen als gegeben angesehen wird und damit die Basis aller soziologischen Analyse stellt. In der Lesart von Garfinkel und Harvey Sacks hingegen stellt sich diese Objektivität sozialer Tatbestände als intersubjektiv hergestelltes Produkt interaktiver Arbeit dar. Die prozesshafte Herstellung sozialer Tatbestände selbst wird so zum Forschungsgegenstand.